# Proceratophrys
Genre
Proceratophrys est un genre d'amphibiens de la famille des Odontophrynidae.

## Répartition
Les 40 espèces de ce genre se rencontrent dans le Sud et dans l'est du Brésil, dans le nord-est de l'Argentine et au Paraguay.

## Liste des espèces
Selon Amphibian Species of the World (11 décembre 2014) :
- Proceratophrys appendiculata (Günther, 1873)
- Proceratophrys aridus Cruz, Nunes & Juncá, 2012
- Proceratophrys avelinoi Mercadal de Barrio & Barrio, 1993
- Proceratophrys bagnoi Brandão, Caramaschi, Vaz-Silva & Campos, 2013
- Proceratophrys belzebul Dias, Amaro, Carvahlo-e-Silva &  Rodrigues, 2013
- Proceratophrys bigibbosa (Peters, 1872)
- Proceratophrys boiei (Wied-Neuwied, 1824)
- Proceratophrys branti Brandão, Caramaschi, Vaz-Silva & Campos, 2013
- Proceratophrys brauni Kwet & Faivovich, 2001
- Proceratophrys caramaschii Cruz, Nunes & Juncá, 2012
- Proceratophrys carranca Godinho, Moura, Lacerda & Feio, 2013
- Proceratophrys concavitympanum Giaretta, Bernarde & Kokubum, 2000
- Proceratophrys cristiceps (Müller, 1883)
- Proceratophrys cururu Eterovick & Sazima, 1998
- Proceratophrys dibernardoi Brandão, Caramaschi, Vaz-Silva & Campos, 2013
- Proceratophrys gladius Mângia, Santana, Cruz & Feio, 2014
- Proceratophrys goyana (Miranda-Ribeiro, 1937)
- Proceratophrys huntingtoni Ávila, Pansonato & Strüssmann, 2012
- Proceratophrys itamari Mângia, Santana, Cruz & Feio, 2014
- Proceratophrys izecksohni Dias, Amaro, Carvahlo-e-Silva &  Rodrigues, 2013
- Proceratophrys laticeps Izecksohn & Peixoto, 1981
- Proceratophrys mantiqueira Mângia, Santana, Cruz & Feio, 2014
- Proceratophrys melanopogon (Miranda-Ribeiro, 1926)
- Proceratophrys minuta Napoli, Cruz, Abreu & Del Grande, 2011
- Proceratophrys moehringi Weygoldt & Peixoto, 1985
- Proceratophrys moratoi (Jim & Caramaschi, 1980)
- Proceratophrys palustris Giaretta & Sazima, 1993
- Proceratophrys paviotii Cruz, Prado & Izecksohn, 2005
- Proceratophrys phyllostomus Izecksohn, Cruz & Peixoto, 1999
- Proceratophrys pombali Mângia, Santana, Cruz & Feio, 2014
- Proceratophrys redacta Teixeira, Amaro, Recoder, Vechio & Rodrigues, 2012
- Proceratophrys renalis (Miranda-Ribeiro, 1920)
- Proceratophrys rondonae Prado & Pombal, 2008
- Proceratophrys rotundipalpebra Martins & Giaretta, 2013
- Proceratophrys sanctaritae Cruz & Napoli, 2010
- Proceratophrys schirchi (Miranda-Ribeiro, 1937)
- Proceratophrys strussmannae Ávila, Kawashita-Ribeiro & Morais, 2011
- Proceratophrys subguttata Izecksohn, Cruz & Peixoto, 1999
- Proceratophrys tupinamba Prado & Pombal, 2008
- Proceratophrys vielliardi Martins & Giaretta, 2011

## Publication originale
- Miranda-Ribeiro, 1920 : Algumas considerações sobre o gênero Ceratophrys e suas espécies. Revista do Museu Paulista, vol. 12, p. 291-304 (texte intégral).